# Michel Bouché
Pour les articles homonymes, voir Bouché.
Michel Bouché, né en 1923, est un explorateur français.

## Biographie
Météorologue, en 1949, il hiverne avec Robert Guillard dont il est l'adjoint, et six compagnons à la « Station Centrale » établie au centre du Groenland. Ils enregistrent alors des températures de −66 °C et un vent record de 150 km h−1. La station est relevée en juillet 1950.

## Publications
- 1951 : « Au Groenland, avec les Expéditions polaires françaises – VIII. Un hiver au centre du Groenland – Souvenirs d'un hivernant », le Figaro, no 2163,‎ 23 août 1951, p. 5 (lire en ligne).
- 1952 : Groenland station centrale  (préf. Paul-Émile Victor), Paris, Grasset, 263 p. (présentation en ligne).